# Élections législatives israéliennes d'avril 2019
Pour les articles homonymes, voir Élections législatives israéliennes de 2019.
Les élections législatives israéliennes d'avril 2019 ont lieu de manière anticipée le 9 avril 2019 en Israël pour désigner les membres de la 21e législature de la Knesset.
Le scrutin est marqué par le duel entre les deux principales formations dominant la campagne : le nouvellement créé parti Bleu et Blanc de Benny Gantz et le Likoud du premier ministre sortant Benyamin Netanyahou. Ce dernier en sort finalement gagnant, son parti arrivant en tête du scrutin avec des résultats en hausse, accompagné des bons résultats de ses alliés sur la droite de l'échiquier politique. Netanyahou est alors pressenti pour être reconduit dans ses fonctions pour un cinquième mandat.
Les membres de l'assemblée élue ne parviennent cependant pas à s'accorder sur la formation d'un nouveau gouvernement de coalition, menant au vote de sa dissolution dans la nuit du 29 au 30 mai 2019. De nouvelles élections sont organisées le 17 septembre suivant.

## Contexte
Initialement prévues pour le 5 novembre 2019 au plus tard, les élections se déroulent de manière anticipée à la suite de plusieurs désaccords entre les différentes composantes de la coalition au pouvoir. Celle-ci voit en effet le départ du parti Israel Beytenou d'Avigdor Liberman après son opposition au cessez-le-feu conclu avec le Hamas dans la bande de Gaza en novembre 2018. La coalition ne détient alors plus qu'une fragile majorité avec 61 sièges sur 120. Cependant, ce départ pousse Le Foyer juif à réclamer le portefeuille de la Défense en échange de son maintien au gouvernement, ce qui rend la tenue de nouvelles élections inévitable. La perspective d'élections s'éloigne un temps à la suite du renoncement de ce parti à cette revendication. Un désaccord de longue date quant à un projet de loi soutenu par les partis ultra-orthodoxes exemptant les étudiants de la Torah du service militaire provoque finalement la chute du gouvernement et un recours à des élections anticipées, que la Knesset approuve le 26 décembre par 102 voix pour,, les membres de la coalition gouvernementale s'étant accordés pour la voter.
En cas de maintien au pouvoir après les élections, Benyamin Netanyahou pourrait battre le record de longévité pour un Premier ministre d'Israël. Le record est détenu par David Ben Gourion qui était resté Premier ministre pendant plus de 13 ans, de 1948 à 1963.

## Mode de scrutin
Israël est doté d'un parlement unicaméral, la Knesset, dont les 120 sièges sont pourvus tous les quatre ans, au plus tard le troisième mardi du mois hébraïque de heshvan, au scrutin proportionnel plurinominal avec listes bloquées et seuil électoral de 3,25 % dans une seule circonscription nationale. Après décompte des voix, les sièges sont répartis à la proportionnelle aux candidats de tous les partis ayant franchi ce seuil, sur la base du quotient simple et de la méthode de la plus forte moyenne, dans l'ordre de leur position sur les listes.

## Forces en présence
| Partis politiques                                                                   | Partis politiques           | Idéologie                                                                                                   | Têtes de liste      | Résultats en 2015                                 |
| ----------------------------------------------------------------------------------- | --------------------------- | --- | ------------------- | ------------------------------------------------- |
|                                                                                     | Likoud                      | Centre droit à extrême droite National-libéralisme, conservatisme                                           | Benyamin Netanyahou | 23,40 % des voix 30 députés                       |
|                                                                                     | Parti travailliste          | Centre gauche Socialisme, sionisme travailliste                                                             | Avi Gabbay          | Membre de l'Union sioniste                        |
|                                                                                     | Bleu et blanc               | Centre Sionisme, libéralisme, national-libéralisme, libéralisme économique                                  | Benny Gantz         | Alliance de Hosen L'Yisrael, Yesh Atid et Telem   |
|                                                                                     | Koulanou                    | Centre à centre droit Égalitarisme, social-libéralisme                                                      | Moshe Kahlon        | 7,49 % des voix 10 députés                        |
|                                                                                     | Union des partis de droite  | Droite à extrême droite Sionisme religieux, nationalisme religieux, conservatisme religieux                 | Rafi Peretz         | Alliance de Le Foyer juif, Tkuma et Otzma Yehudit |
|                                                                                     | Nouvelle Droite             | Droite à extrême droite Nationalisme, néosionisme, libéralisme économique                                   | Naftali Bennett     | Scission du Foyer Juif                            |
|                                                                                     | Shas                        | Centre à extrême droite Défense des ultraorthodoxes séfarades et mizrahim, populisme                        | Aryé Dery           | 5,73 % des voix 7 députés                         |
|                                                                                     | Judaïsme unifié de la Torah | Droite à extrême droite Défense des ultraorthodoxes ashkénazes                                              | Yaakov Litzman      | 5,03 % des voix 6 députés                         |
|                                                                                     | Israel Beytenou             | Droite à extrême droite National-conservatisme, sionisme révisionniste, libéralisme économique, sécularisme | Avigdor Liberman    | 5,11 % des voix 6 députés                         |
|                                                                                     | Meretz                      | Gauche Social démocratie, sionisme travailliste, sécularisme, écologie politique                            | Tamar Zandberg      | 3,93 % des voix 5 députés                         |
|                                                                                     | Liste arabe unie - Balad    | Attrape-tout Islamisme, nationalisme arabe, défense des arabes israéliens, antisionisme                     | Mansour Abbas       | Membre de la Liste unifiée                        |
|                                                                                     | Hadash-Ta'al                | Ta'al : Attrape-tout Nationalisme arabe, défense des arabes israéliens, antisionisme                        | Ayman Odeh          | Membre de la Liste unifiée                        |
| Hadash : Extrême gauche Marxisme-léninisme, pro-solution à deux États, non-sionisme | Hadash-Ta'al                | | Ayman Odeh          | Membre de la Liste unifiée                        |
|                                                                                     | Gesher                      | Centre Sionisme, égalitarisme, social libéralisme                                                           | Orly Levy           | Nouveau                                           |
|                                                                                     | Zehout                      | Droite Sionisme, libertarianisme de droite, solution à un État                                              | Moshe Feiglin       | Nouveau                                           |

## Sondages
Résultats lissés des sondages d'opinion, donnés en nombre de sièges.
Pour des raisons techniques, il est temporairement impossible d'afficher le graphique qui aurait dû être présenté ici.

Pour des raisons techniques, il est temporairement impossible d'afficher le graphique qui aurait dû être présenté ici.

## Déroulement
Les bureaux de vote sont ouverts de 7 h à 22 h. À 20 h, la participation était de 61,3 %, soit en léger recul par rapport aux deux derniers scrutins.
Le Likoud est accusé par la coalition Hadash-Ta'al d'avoir fourni des caméras cachées à ses partisans pour surveiller les bureaux de vote situés en zone majoritairement arabe,.

## Résultats
|                           |                             |           |       |       |        |               |  |  |  |  |  |  |  |  |
| Parti                     | Parti                       | Voix      | %     | +/-   | Sièges | +/-           |  |  |  |  |  |  |  |  |
|                           | Likoud                      | 1 140 370 | 26,46 | 3,06  | 35     | 5             |  |  |  |  |  |  |  |  |
|                           | Bleu et blanc               | 1 125 881 | 26,13 | 17,32 | 35     | 24            |  |  |  |  |  |  |  |  |
|                           | Shas                        | 258 275   | 5,99  | 0,25  | 8      | 1             |  |  |  |  |  |  |  |  |
|                           | Judaïsme unifié de la Torah | 249 049   | 5,78  | 0,79  | 8      | 2             |  |  |  |  |  |  |  |  |
|                           | Hadash-Ta'al                | 193 442   | 4,49  | Nv.   | 6      | en stagnation |  |  |  |  |  |  |  |  |
|                           | Parti travailliste          | 190 870   | 4,43  | 14,24 | 6      | 13            |  |  |  |  |  |  |  |  |
|                           | Israel Beytenou             | 173 004   | 4,01  | 1,09  | 5      | 1             |  |  |  |  |  |  |  |  |
|                           | Union des partis de droite  | 159 468   | 3,70  | 3,04  | 5      | 3             |  |  |  |  |  |  |  |  |
|                           | Meretz                      | 156 473   | 3,63  | 0,30  | 4      | 1             |  |  |  |  |  |  |  |  |
|                           | Koulanou                    | 152 756   | 3,54  | 3,95  | 4      | 6             |  |  |  |  |  |  |  |  |
|                           | Liste arabe unie-Balad      | 143 666   | 3,33  | Nv.   | 4      | 3             |  |  |  |  |  |  |  |  |
|                           | Nouvelle Droite             | 138 598   | 3,22  | Nv    | 0      | en stagnation |  |  |  |  |  |  |  |  |
|                           | Zehout                      | 118 031   | 2,74  | Nv.   | 0      | en stagnation |  |  |  |  |  |  |  |  |
|                           | Gesher                      | 74 701    | 1,73  | Nv.   | 0      | en stagnation |  |  |  |  |  |  |  |  |
|                           | Autres partis (26)          | 34 686    | 0,84  | -     | 0      | en stagnation |  |  |  |  |  |  |  |  |
|                           |                             |           |       |       |        |               |  |  |  |  |  |  |  |  |
| Suffrages exprimés        | Suffrages exprimés          | 4 309 270 | 99,29 |       |        |               |  |  |  |  |  |  |  |  |
| Votes blancs et invalides | Votes blancs et invalides   | 30 983    | 0,71  |       |        |               |  |  |  |  |  |  |  |  |
| Total                     | Total                       | 4 340 253 | 100   | -     | 120    | en stagnation |  |  |  |  |  |  |  |  |
| Abstentions               | Abstentions                 | 1 999 476 | 31,54 |       |        |               |  |  |  |  |  |  |  |  |
| Inscrits / Participation  | Inscrits / Participation    | 6 339 729 | 68,46 |       |        |               |  |  |  |  |  |  |  |  |

## Conséquences
Considéré comme le grand vainqueur des élections, le Likoud progresse et semble en mesure à l'aide de ses alliés de droite de constituer facilement une majorité de gouvernement. Benyamin Netanyahou devrait ainsi être reconduit à son poste de Premier ministre. Le dirigeant du parti Bleu et blanc, Benny Gantz, reconnait sa défaite le lendemain, affirmant que sa formation avait « mis en place une alternative au pouvoir » mais « respecter la décision du peuple ».
Netanyahou est chargé par le président Rivlin de former une majorité gouvernementale. Les différents partis ne parviennent cependant pas à s'accorder sur la formation d'une nouvelle coalition, la loi sur le service militaire des Haredim constituant toujours un point de blocage entre Israel Beytenou d'Avigdor Liberman et les partis religieux Shas et Union des partis de droite. Le désaccord entre les partis de droite ne permet pour autant pas la formation d'une coalition par l'opposition. Choississant de résoudre leurs différends par les urnes, les membres de la Knesset votent dans la nuit du 29 au 30 mai la dissolution de l'assemblée et la tenue de tenue d'un nouveau scrutin le 17 septembre 2019.